# Eduardo Lago
Eduardo Lago Martínez (Madrid, 15 de junio de 1954) es un crítico literario y traductor español.

## Biografía
Optando por la rama vocacional de Letras, cursa Bachillerato Preuniversitario en el instituto-internado Centro Oficial de Patronato de Enseñanza Media (COPEM) de Ronda, Málaga. Es Licenciado en Filosofía Pura por la Universidad Autónoma de Madrid y Doctor en Literatura Española por The Graduate School and University Center de City University of New York, donde se graduó con una tesis doctoral titulada «Agudeza y arte de ingenio: un arte del concepto».
Desde 1987 reside en Nueva York, primero en Brooklyn y posteriormente en Manhattan.
Catedrático de Literaturas Hispánicas en el Sarah Lawrence College de Nueva York con plaza en propiedad desde 1994; su especialidad docente, con especial interés en la teoría de la traducción, son las relaciones conexas entre la literatura española, hispanoamericana e hispana de los Estados Unidos, tanto en inglés como en español.
Regresó a la enseñanza del Español, Literatura Española y Literatura Europea en el Sarah Lawrence College en Yonkers en 2011, después de dejarlo en 2005 para atender el cargo de Director del Instituto Cervantes de Nueva York, cuando impulsó personalmente la Enciclopedia del español en los Estados Unidos, en la que participó con el ensayo «Estados Unidos Hispanos», dación facultativa de fe para constancia del "hablar de arte, cine, teatro, música y literatura específicamente hispano-norteamericanos".

## Actividad literaria
Ha traducido a importantes autores de Estados Unidos como David Foster Wallace, Henry James, Hamlin Garland, William Dean Howells, Charles Brockden Brown, John Barth, Sylvia Plath, Junot Díaz, Christopher Isherwood. Desde Nueva York comenzó a colaborar con Culturas, el suplemento cultural de Diario 16 y después de desaparecido éste con el El País, especialmente en su suplemento cultural Babelia. También escribe en Revista de Libros y otras publicaciones. Ha entrevistado, para diversos medios, a grandes autores del panorama internacional como Paul Auster, Don DeLillo, Bret Easton Ellis, Philip Roth, Czesław Miłosz o Salman Rushdie.
En 2000 publicó sus dos primeros libros, la recopilación de seis relatos Cuentos dispersos y Cuaderno de México, memoria de su viaje a Chiapas. En 2001 obtuvo el Premio de Crítica Literaria Bartolomé March por «El íncubo de lo imposible», análisis comparativo de las traducciones al español del Ulises de James Joyce (las de Francisco García Tortosa, José María Valverde y José Salas Subirat) y publicó Dark and Yellow Rooms, un ensayo ilustrado sobre pintura. En 2002 recibió el Premio Bartolomé March a la Excelencia en la crítica literaria.
En 2006 ganó el Premio Nadal con Llámame Brooklyn (Call Me Brooklyn), novela que también obtuvo el Premio de la Crítica de narrativa castellana y el Premio Ciudad de Barcelona.
Ha sido traducido a numerosas lenguas.
Fue miembro de la Orden del Finnegans, que tenía como objeto la veneración del Ulises de James Joyce cada 16 de junio (Bloomsday) y que reunía a autores como Enrique Vila-Matas, Jordi Soler, Antonio Soler o el editor Malcolm Otero.